# Leltchytsy
Leltchytsy (en biélorusse : Лельчыцы ; alphabet lacinka : Lelčycy) ou Leltchitsy (en russe : Лельчицы ; en polonais : Lelczyce) est une commune urbaine de la voblast de Homiel ou Gomel, en Biélorussie, et le centre administratif du raïon de Leltchytsy. Sa population s'élevait à 11 393 habitants en 2017.

## Géographie
Leltchytsy est bâtie sur la rive gauche de la rivière Oubort, à 75 km au sud-ouest de Mozyr et à 215 km au sud-ouest de Gomel, la capitale de la voblast.

## Histoire
La première mention écrite de la ville date de 1569. Leltchytsy a appartenu au ragnd-duché de Lituanie, puis à la république des Deux Nations après l'union polono-lituanienne avant d'être incorporée à l'Empire russe en 1793, lors du deuxième partage de la Pologne. En 1897, elle faisait partie de la zone de résidence obligatoire pour les sujets juifs de l'Empire et abritait une communauté de 180 personnes (20 % de la population totale). Leltchytsy est devenue le centre administratif du raion en 1924 et a accédé au statut de commune urbaine en 1938.
La ville est occupée par des troupes allemandes à la fin d'août 1941. En septembre 1941 et au printemps 1942, des policiers locaux et des gendarmes allemands assassinent les juifs de la ville au cours de plusieurs exécutions de masse. Lors de l'été 1942, les derniers juifs restants sont abattus avec d'autres citoyens soviétiques au prétexte d'avoir des liens avec les partisans.

## Population
Recensements (*) ou estimations de la population :
| 1897* | 1909  | 1920  | 1925  | 1959* | 1970* |
| ----- | ----- | ----- | ----- | ----- | ----- |
| 897   | 1 216 | 1 065 | 1 659 | 4 079 | 4 954 |

| 1979* | 1989* | 1999* | 2009*  | 2011   | 2012   |
| ----- | ----- | ----- | ------ | ------ | ------ |
| 6 680 | 8 682 | 9 700 | 10 606 | 10 765 | 10 809 |

| 2013   | 2014   | 2015   | 2016   | 2017   | - |
| ------ | ------ | ------ | ------ | ------ | - |
| 10 804 | 10 827 | 11 070 | 11 393 | 11 393 | - |